# خليك في حالك (فلم)
خليك في حالك فيلم مصري إنتاج عام 2007.

## قصة الفيلم
تدور أحداث الفيلم حول موظف شاب صلاح «أحمد عيد» ليس لديه تجارب غرامية، ويسكن بجوار شخص متعدد العلاقات النسائية تامر «عمرو مهدى»، ويشعر بالغيرة منه، ودائما ما يتلصص عليه وهو برفقة الفتيات اللواتى يحضرن إلى شقته من خلال نافذة غرفته. وتتوالى الأحداث بعد أن يرى صلاح تامر وهو يقوم بضرب فتاة على رأسها بألة حادة ويهرب، فيقرر أن يقتحم الشقة لإنقاذ الفتاة، لكنه يتورط في هذه الجريمة ويُتَهَم بأنه القاتل، ويظل هارباً حتى يحاول إثبات براءته.

## الممثلون
- أحمد عيد
- راندا البحيري
- نانا
- محمد شرف
- سليمان عيد
- عمرو مهدي
- مصطفى هريدي
- محمد السعدني
- ساندي
- لقاء سويدان
- لطفي لبيب
- عبد الله مشرف
- أحمد منير
- إسماعيل فرغلي
- ليلى جمال
- زايد فؤاد

## روابط خارجية
- مقالات تستعمل روابط فنية بلا صلة مع ويكي بيانات